# Anisodactylus furvus
Anisodactylus furvus är en skalbaggsart som beskrevs av Leconte 1863. Anisodactylus furvus ingår i släktet Anisodactylus och familjen jordlöpare. Inga underarter finns listade i Catalogue of Life.